# Halliwell
Halliwell är en stadsdel i Bolton, i distriktet Bolton, i grevskapet Greater Manchester, i England. Denna ward hade 16 265 invånare år 2021. Halliwell var en civil parish fram till 1895 när blev den en del av Bolton. Denna civil parish hade 16 525 invånare år 1891.